# Tudil·la
Tudil·la, també coneguda com a Tudille (Rajadell, Bages, 1000 - segle X), fou una propietària rural i camperola catalana.

## Biografia
Tudil·la, citada com a Tudille en llatí, és una persona que es documenta a finals del segle x, temps en què encara no s'havien format els cognoms i no ens consta quin era el seu estat civil, si bé sabem que era cap de casa i mare, ja que apareix amb els seus hereus.
Arreu dels comtats catalans trobem actuacions col·lectives de comunitats pageses. Sens dubte una de les més interessants és la que es documenta en un judici realitzat a Vallformosa, a l'actual municipi de Rajadell (Bages), el 16 de març de l'any 977. El comte Borrell II governava llavors el comtat de Barcelona i reclamava, per mitjà del seu representant, els drets que afirmava tenir sobre les terres de Vallformosa i portava a judici els habitants de la vall dient que, tot el que posseïen en terres, vinyes, edificis, garrigues i boscos ho tenen injustament. Les pobladores i pobladors demostren que la terra era seva perquè els seus avantpassats havien emigrat allà des de feia molt de temps i la conreaven.
A la llista dels habitants esmentats en el judici figuren vuit dones i trenta-nou homes, dos dels quals eren sacerdots. Anotem les dones que s'esmenten: Tudil·la, Argesinda, Tructil·la, Gontes i Hermessinda, totes elles amb el seu hereus; Ranovigia –deovota–, Novilia i Bella. Remarquem que hi havia entre elles una deovota, és a dir, una dona consagrada a Déu, però que no feia vida monàstica, sinó que vivia dins de la petita comunitat de camperols descendents dels primers repobladors a la frontera del Bages. Les altres dones que figuren amb els seus fills podem pensar que serien vídues, o no, però no sorprèn que figurin com a caps de família; si que ens pot semblar més sorprenent que al capdamunt d'aquesta llista d'habitants que defensaven els seus drets, figuri Tudi·la, tot i haver-hi molts homes caps de casa.
Ens trobem davant del cas d'unes terres colonitzades, almenys una generació abans, de forma espontània i col·lectiva, per una comunitat camperola que no consta que estigui sota el domini de cap senyor. Finalment els jutges reconeixen la propietat de Vallformosa i del seu terme a favor de Tudil·la i dels seus veïns i veïnes. Queda ben clar que els habitants de la vall eren lliures, descendents dels camperols colonitzadors que hi havien emigrat feia més de trenta anys; per la qual cosa legalment la vall era seva, i la primera persona esmentada, que és també la primera signatària, és una dona. Podem dir que a Tudil·la se li reconeix una preeminència dins la comunitat, li reconeix tant el comte, com els jutges i els seus veïns.
No és un cas únic, trobem en aquells anys altres llistes encapçalades per dones. L'ordre en els documents medievals té a veure amb una concepte de societat jerarquitzada: el marit apareix sempre abans que la dona, la mare abans que els fills, es reconeixia doncs a Tudil·la, i també a altres dones del seu temps, certa autoritat, potser moral. Hi ha una raó simbòlica per encapçalar una llista amb una persona determinada, Tudil·la és la capdavantera d'una comunitat camperola que defensava els seus drets i va guanyar un judici ni més ni menys que contra la màxima autoritat, el comte.